# 亚历山大·格拉西缅科
亚历山大·米哈伊洛维奇·格拉西缅科（1946年1月15日—2017年8月2日），白俄罗斯政治人物、外交官。曾任明斯克市长、白俄罗斯驻保加利亚、拉脱维亚大使等职务。

## 生平
格拉西缅科于1946年1月15日出生在白俄羅斯蘇維埃社會主義共和國明斯克州烏茲達，父母皆从事医疗工作。成年后，他进入白俄罗斯国立技术大学就读机械工业科，毕业后曾在白俄罗斯汽车厂、明斯克拖拉機廠、明斯克设计与工程技术研究所部门任职，担任骨干技术人员。1977年进入政界，曾出任白俄罗斯共产党明斯克市委员会第二书记。1991年至1995年，他出任明斯克市人民代表委员会主席、明斯克市执行委员会主席（市长），在主政明斯克期间，格拉西缅科曾率团访问臺灣，并获前中華民國第一夫人蔣方良接见。其任内亦促成明斯克市与中华人民共和国长春市等地缔结友好城市关系。
1995年，格拉西缅科加入白俄罗斯外交部，出任该国驻保加利亚首任大使，並兼驻希腊。2000年，他调回明斯克，出任外交部副部长。2006年，转任白俄罗斯驻拉脱维亚大使，直到2013年卸任。
2017年8月2日，格拉西缅科逝世，其葬礼于翌日在明斯克作家之家举行。